# Vong Sarendy
Vong Sarendy (1929 – 1975) là Thiếu tướng Hải quân Quân lực Quốc gia Khmer. Nguyên Tư lệnh Hải quân Quốc gia Khmer (MNK) từ năm 1970 đến 1975 và là thành viên Ủy ban tối cao nước Cộng hòa Khmer hoạt động trong thời gian thủ đô Phnôm Pênh bị toàn quân Khmer Đỏ vây hãm.

## Tiểu sử

### Thiếu thời
Vong Sarendy sinh ra tại Phnôm Pênh vào ngày 3 tháng 10 năm 1929. Suốt thời thơ ấu sống cùng gia đình ở làng Mong tỉnh Battambang. Vào năm 11 tuổi, cha ông qua đời vì bạo bệnh, ít lâu sau ông cùng người anh trai đến Phnôm Pênh để hoàn thành việc học theo đúng di nguyện của người cha trước khi mất. Sau khi tốt nghiệp trung học, ông bắt đầu vào học quân sự tại Pháp. Năm 1963, ông kết hôn với Nareine Saphon có ba con là Narendy (1963), Sirenda (1964) và Saphira (1966).

### Binh nghiệp
Tốt nghiệp năm 1954, Vong Sarendy nhận được học bổng vào học trường sĩ quan hải quân Brest ở Pháp. Ra trường với tấm bằng loại ưu và trở về Campuchia vào năm 1957, được bổ nhiệm làm Trung tá căn cứ hải quân Ream. Năm 1963, ông từ bỏ chức vụ để nhận học bổng quân sự tại Monterey, California, Mỹ nhưng phải vội về nước sau vụ ám sát Tổng thống John F. Kennedy, 2 tháng trước thời hạn. Quá trình thực tập của ông bị hủy bỏ khi Quốc trưởng Norodom Sihanouk quyết định đứng về phía Trung Quốc trong thời kỳ chiến tranh Việt Nam. Vong Sarendy tiếp tục trải qua 2 năm thực tập tại Trường Quân sự École Militaire ở Paris vào năm 1968. Ngay khi trở về nước liền được thăng bậc Đại úy Hải quân và Tư lệnh Hải quân thứ hai trong Hải quân Quốc gia Khmer.
Sau cuộc đảo chính do tướng Lon Nol cùng phe nhóm thân tín tiến hành lật đổ chính phủ Sihanouk cũng như phế truất ông ta, Hải quân Hoàng gia Khmer được đổi tên thành Hải quân Quốc gia Khmer. Vong Sarendy được thăng lên tới cấp bậc Chuẩn Đô đốc và thay thế Pierre Coedes, viên chỉ huy cũ làm Tổng tư lệnh lực lượng Hải quân Quốc gia Khmer. Cộng hòa Khmer mới thành lập đã tiếp nhận một đợt tàu thuyền và các trang thiết bị được tiêu chuẩn hóa do Hoa Kỳ viện trợ. Thêm vào đó, tới tháng 9 năm 1974, quân số Hải quân Quốc gia Khmer đã tăng gấp mười lần với tổng cộng 16.500 quân dưới sự chỉ huy của ông. Ngày nay, Vong Sarendy được công nhận là một trong những viên tư lệnh kiệt xuất nhất của Hải quân Quốc gia Khmer. 
Theo một báo cáo của CIA hiện đang được giải mật từ ngày 14 tháng 8 năm 1970, một hội đồng bí mật mang tên "Ủy ban Cách mạng" đã tổ chức và lên kế hoạch vụ đảo chính nhằm lật đổ Hoàng thân Sihanouk và dẫn đến sự ra đời của nước Cộng hòa Khmer. Vong Sarendy được ghi nhận là một trong mười hai thành viên của ủy ban này.
Trong suốt cuộc nội chiến Campuchia giữa Khmer Đỏ và Cộng hòa Khmer, Vong Sarendy được dư luận trong và ngoài nước khen ngợi coi ông như một ví dụ điển hình về tính kỷ luật và đạo đức trong lực lượng của mình. Vào ngày 12 tháng 4 năm 1975, Hoa Kỳ bắt đầu khởi động chiến dịch Eagle Pull sơ tán tất cả các công dân Mỹ còn lại ở Phnôm Pênh đang bị lực lượng Cộng sản vây hãm cũng như quyền Tổng thống Saukam Khoy và nội các của ông. Sau khi Saukham Khoy ra đi, một ủy ban tối cao, bao gồm Vong Sarendy và sáu quan chức cấp cao khác được thành lập để tạm điều hành nước cộng hòa trong những ngày cuối cùng. Ngày 17 tháng 4 năm 1975, Phnôm Pênh bị đánh chiếm hoàn toàn đánh dấu sự sụp đổ của chế độ cộng hòa và ủy ban này chỉ ở lại nhiệm sở trong 5 ngày thì chính thức giải tán, hầu hết các thành viên trong ủy ban đều bị Khmer Đỏ sát hại. 

### Ảnh hưởng văn hóa
Vong Sarendy xuất hiện ngắn ngủi trong bộ phim năm 1969 do chính Sihanouk đạo diễn là Shadow Over Angkor (Hình bóng Angkor). Ông vào vai một sĩ quan Hải quân Hoàng gia Khmer. Trớ trêu thay, bộ phim lại xoay quanh vào một âm mưu lật đổ chính phủ Campuchia.
Ngoài ra, ông còn được đề cập đến trong cuốn sách của John Marcinko với tựa đề The Rogue Warrior (Chiến sĩ thầm lặng). Tác phẩm của ông là một bài tường thuật sinh động về cuộc nội chiến Campuchia. 